# Пол Берер
Уильям Элвин Муди (англ. William Alvin Moody, 10 апреля 1954, Мобил, Алабама — 5 марта 2013, Мобил, Алабама) — американский менеджер в рестлинге и лицензированный директор похоронного бюро. Он наиболее известен по своей работе в World Wrestling Federation (WWF, позже WWE), где он выступал под именем и под псевдонимом Пол Бе́рер (англ. Paul Bearer, игра слов от англ. Pallbearer, в переводе с англ. — «Гробоносец») в качестве менеджера Гробовщика. Он также известен как менеджер своего сюжетного сына и сводного брата Гробовщика, Кейна, а также Мэнкайнда. За пределами WWE он был известен под именем Персиваль «Перси» Прингл III и выступал в различных региональных территориях и промоушенах, а также в World Class Championship Wrestling (WCCW).

## Карьера в рестлинге

### Ранняя карьера (1974—1990)

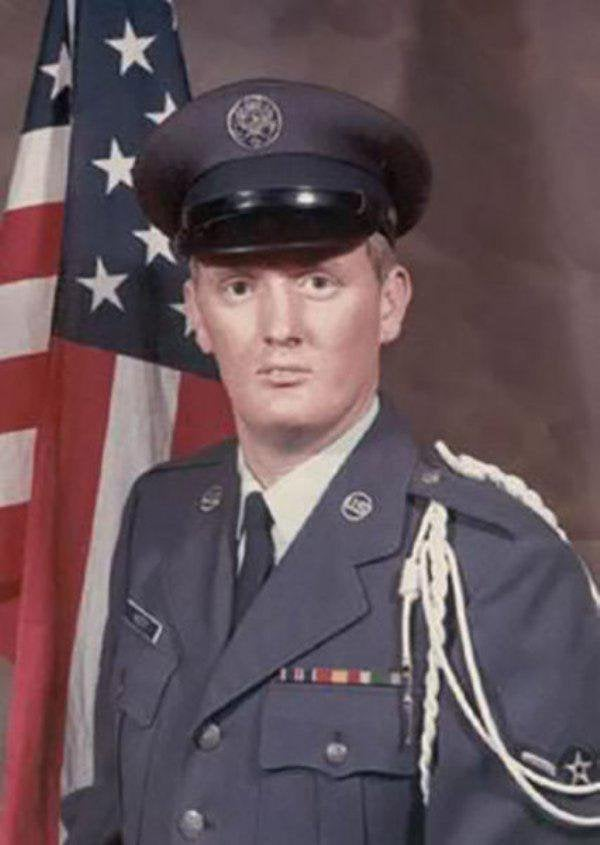
Муди во время службы в ВВС США в 1970-х годах

Муди пришел в рестлинг-бизнес в подростковом возрасте в качестве фотографа у ринга. После окончания школы он поступил на службу в ВВС США, где прослужил четыре года; в это время он часто выступал в независимых промоушенах во внеслужебное время.
В 1979 году Муди начал работать менеджером как Персиваль «Перси» Прингл III в юго-восточных независимых промоушенах; за несколько лет до этого, в июне 1974 года, он выступал как Мистер Икс. В рестлинге были и предыдущие Перси Принглы, которые не были Уильямом Муди. Это имя ему дал букер Фрэнки Кейн. Сразу же после рождения первого сына он сократил свое участие в рестлинг-бизнесе, чтобы получить степень в похоронном деле и получить сертификат бальзамировщика и гробовщика.
В 1984 году он возобновил постоянное участие в рестлинг-бизнесе, используя свой персонаж Прингла в Championship Wrestling from Florida и World Class Championship Wrestling в Техасе. В это время он был ответом WCCW на Бобби Хинана, делая промо-выступления в духе Хинана и даже выглядя как Хинан со светлыми волосами и одеждой. Он был менеджером многих рестлеров; в частности, он работал с Риком Рудом, Стивом Остином и Марком Калауэем в начале их карьеры. Как Перси Прингл, он также был связан с карьерой Лекса Люгера, Эрика Эмбри и Последнего воина.

## Смерть
5 марта 2013 года Муди умер в Мобил, Алабама, в возрасте 58 лет из-за сердечного приступа. Причиной сердечного приступа была суправентрикулярная тахикардия, вызывающая опасно высокий сердечный ритм. Незадолго до этого, 2 марта, он посетил сборы Cauliflower Alley Club. Бывшие на том собрании утверждали, что Муди испытывал проблемы с дыханием, кашлял и рассказал своим друзьям, что собирается пройти лечение от проблем с дыханием.

## Титулы и достижения
- Cauliflower Alley Club
  - Премия Лу Тесза (2013)[5]
- Gulf Coast Wrestlers Reunion

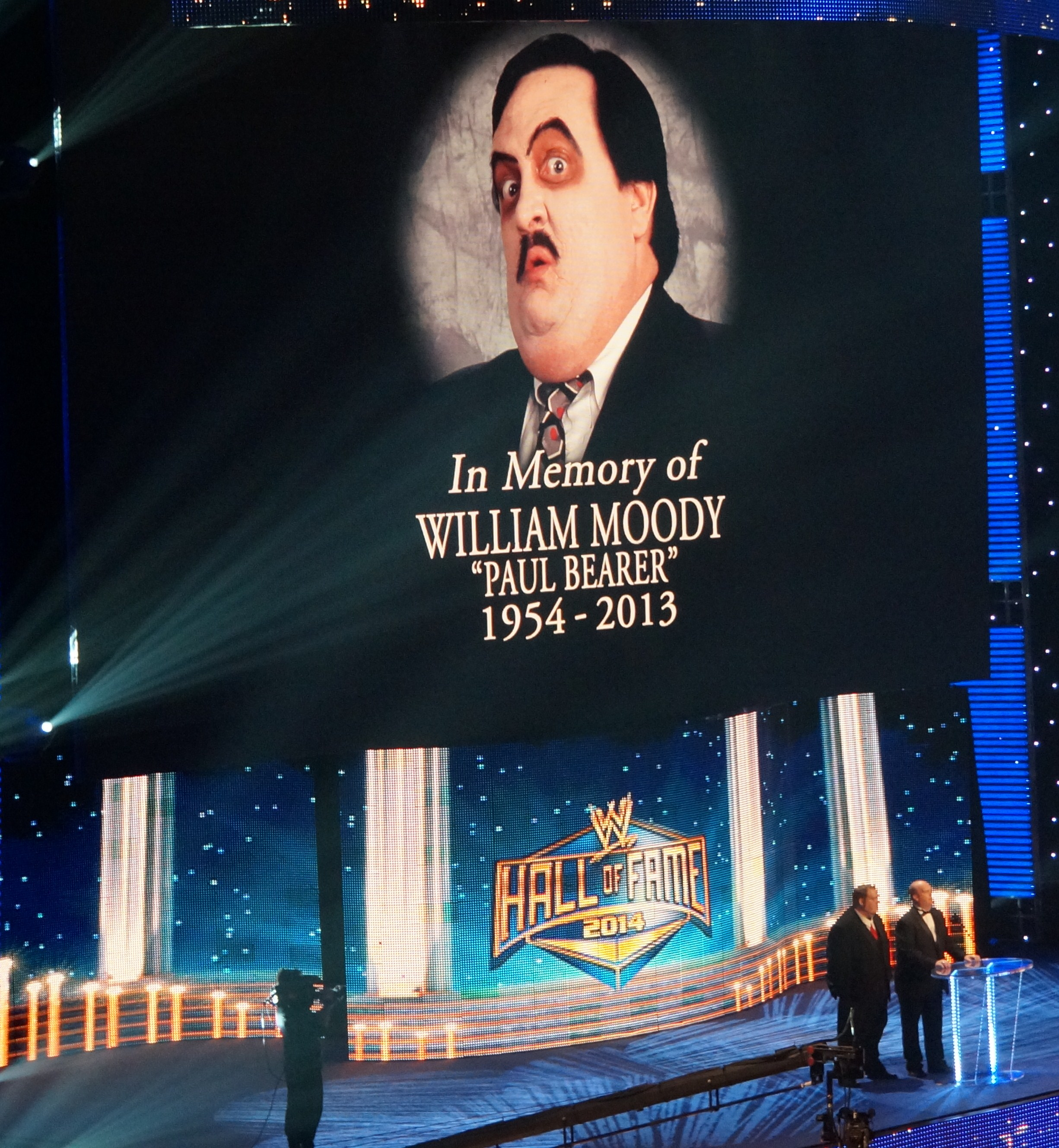
Берер был посмертно введен в Зал славы WWE

  - Зал славы рестлинга побережья Мексиканского залива Ли Филдс (2014)[8]
- Pro Wrestling Illustrated
  - Менеджер года (1998)[5]
- WWE
  - Зал славы WWE (2014)[9]